# Ушкуй
Ушку́й, ушко́л — историческое название новгородских плоскодонных речных парусно-гребных судов, использовавшихся на Руси примерно с XI по XV век. В первую очередь суда приобрели известность за счёт деятельности так называемых «ушкуйников» — речных разбойников, промышлявших на таких судах в верховьях Волги и Камы, бассейнах Северной Двины и Невы, а также на Балтийском, Белом и Баренцевом морях.

## Название
Название «ушкуй» имеет несколько версий происхождения. Согласно первой, оно произошло от поморского названия белого медведя — ошкуй, резные деревянные головы которых часто украшали нос и корму судна. Вторая версия, предложенная в словаре Фасмера гласит, что название произошло от др. вепс. «*uškoi̯», означавшего небольшую лодку. Третья версия предлагает происхождение названия лодок от реки Оскуи под Новгородом, где, вероятно, изготавливали ушкуи. Сторонники четвёртой версии предполагают происхождение слова ушкуй от тюркского «учкур» — «быстрый корабль».

## Конструкция
Типичный древнерусский ушкуй представлял собой вариант насада — ладьи с нарощенными бортами, дощатой палубой и рулями как на корме, так и на носу, что позволяло не разворачиваясь отходить от берега и двигаться в любом направлении. Ушкуи строили из сосны, причём широкий плоский киль выбивали из одного бревна, далее к нему прикреплялись шпангоуты, которые в дальнейшем обшивались досками. Длина судна по килю составляла обычно 12—14 м, ширина по центральному шпангоуту — около 2,5 м, при этом осадка была всего 0,5 м, а высота борта — примерно 1 м. При попутном ветре устанавливалась мачта с парусом, чаще судно двигалось на вёслах. Нос и корма судна были симметричны и часто украшались резными фигурами.
Грузоподъёмность таких судов колебалась в пределах 4—4,5 т груза и 20—30 человек. При этом сами по себе ушкуи были достаточно лёгкими и могли переноситься или, в крайнем случае, переволакиваться дружиной на расстояние до нескольких километров.

## История
Известно, что на этих судах новгородцы совершали дальние плавания вдоль Волги, Камы и других пресноводных водоёмов примерно с XI века. Датировка использования ушкуев осложняется тем, что в летописях зафиксированы только крупные достижения так называемых ушкуйников — новгородской полувоенной вольницы, мелкие же грабежи и незначительные военные кампании чаще всего в источниках не упоминаются. Помимо грабежей ушкуи активно применялись для набегов на соседние земли (страны). Как правило, территориями для этих мероприятий служил весь верхневолжский бассейн, помимо него ушкуйники, следуя Северной Двиной, достигали Белого моря и доходили до Мурмана. Дальние зарубежные походы на ушкуях достигали Швеции, Норвегии и Астраханского ханства.